# 旅行者 (角色扮演遊戲)
旅行者（Traveller）是最早的角色扮演遊戲之一，最早的版本出版於1977年，世界設定是在很久很久以後的未來世界似乎混合了阿西莫夫、 沙丘、星際大戰、星艦奇航記，還有數不清的其他科幻小說。
在這部作品裡，玩家角色從一個世界旅行到另一個世界，在地面或星間參與戰鬥，並與星間經濟發生關係。雖然這部作品可以套入任何的科幻小說，但是其最大賣點是多年累積下來鉅細靡遺的龐大官方設定宇宙。

## 連結
- GURPS Traveller （页面存档备份，存于）
- JTAS （页面存档备份，存于）
- 旅行者宇宙 （页面存档备份，存于）